# Friedrich Adolf Traun
Friedrich Adolf „Fritz“ Traun (* 29. März 1876 in Wandsbek; † 11. Juli 1908 in Hamburg) war ein deutscher Sportpionier und Sieger im Doppel bei den Olympischen Spielen 1896 in Athen und damit erster deutscher Olympiasieger im Tennis.

## Leben
Traun, der 1876 in Wandsbek zur Welt kam, stammte aus wohlhabendem hanseatischem Hause; sein Vater Heinrich Traun besaß ein Unternehmen der kautschukverarbeitenden Industrie und war von 1901 bis 1908 Hamburger Senator. Nach dem Besuch des Matthias-Claudius-Gymnasiums nahm Traun 1895 ein Chemiestudium an der Technischen Universität Dresden auf. Im Herbst jenes Jahres trat er bei einem Städtewettkampf in der Leichtathletik zwischen Berlin und Hamburg in Erscheinung und gewann das Rennen über eine halbe Meile.
1896 nahm Traun an den I. Olympischen Spielen in Athen teil. In seiner Paradedisziplin, dem 800-Meter-Lauf, schied er jedoch bereits im Vorlauf als Drittplatzierter mit einer Zeit von 2:14,0 Minuten aus. Angeblich soll er daraufhin vom Iren John Pius Boland zur Teilnahme am Tenniswettbewerb, der unter einem Mangel an internationalen Spielern litt, überredet worden sein; nach anderer Darstellung entschied er sich selbst spontan dazu. Während er im Einzel gegen Boland, den späteren Olympiasieger, in der ersten Runde ausschied, zogen beide im Doppel nach einem Sieg in der ersten Runde und einem folgenden Freilos direkt ins Finale ein, das sie am 9. April gegen die Griechen Dionysios Kasdaglis und Dimitrios Petrokokkinos gewannen.
1897 erreichte er in Baden-Baden im Weitsprung als erster Deutscher eine Weite von über 6 Metern.
1899 promovierte Traun mit dem Titel Zur Kenntnis des Dibrommesitolbromids und seiner Umwandlungsprodukte mit der Bestnote Summa cum laude. In den Jahren 1900 und 1901 arbeitete er als Wissenschaftler an der Pariser Sorbonne und trat anschließend in die Firma des Vaters ein. Ab 1902 hielt sich Traun für ein Jahr geschäftlich in den USA auf. Zunächst inspizierte er eine Niederlassung der Firma auf Long Island. Im Winter 1902/03 erkrankte Traun an Tuberkulose, von der er sich nie mehr vollständig erholte. Er traf sich mit Carl Schurz, auf dessen Rat hin er den folgenden Frühling in einem Kurhotel in Augusta verbrachte und im Sommer 1903 nach Hamburg zurückkehrte. Die folgenden Jahre verbrachte Traun auf Kuraufenthalten in St. Moritz und Davos, wobei er als Bobfahrer Erfahrung sammelte und 1904 auf der Cresta-Bahn in St. Moritz einen Bahnrekord aufstellte.
Nachdem er durch seine Erkrankung vom aktiven Sport zunehmend ausgeschlossen war, betätigte sich Traun als Sportjournalist und Organisator. 1906 fungierte er als Turnierleiter beim Hamburger Tennismeisterschaftsturnier, 1907 als dessen Oberschiedsrichter. Im selben Jahr lernte Traun auf der Kieler Woche Friedel Preetorius, Tochter des wohlhabenden Mainzer Unternehmers Wilhelm Preetorius, kennen. Im März 1908 heirateten beide unter großem öffentlichen Aufsehen; die Hochzeitsreise führte sie mit Trauns Auto bis nach Algier. Anschließend wohnte das Paar bis zur geplanten Fertigstellung seines Anwesens im noblen „Park Hôtel Teufelsbrücke“ in Hamburg-Altona.

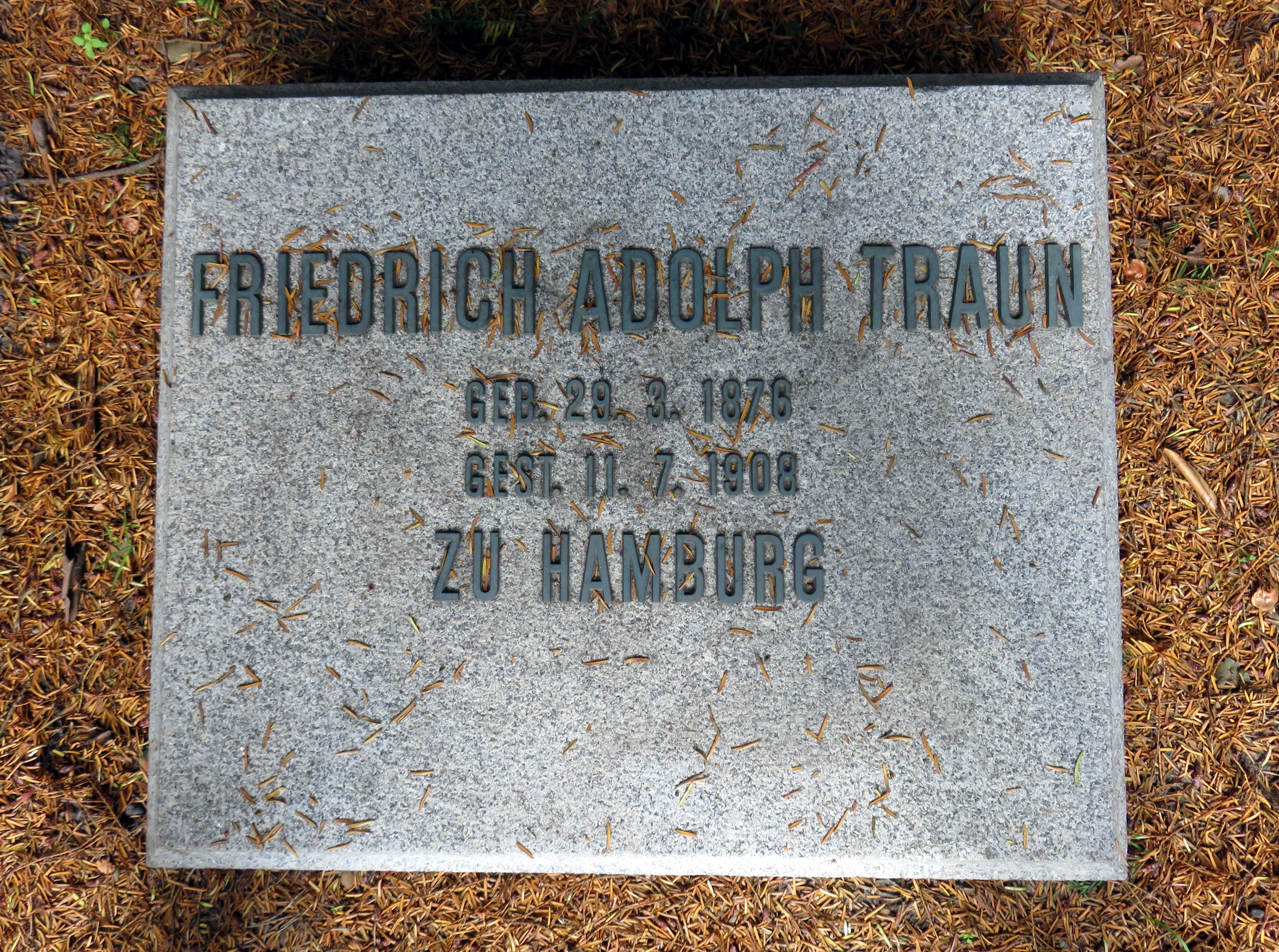
Friedrich Adolph Traun in der Familiengrabstätte auf dem Friedhof Ohlsdorf

Am Morgen des 11. Juli 1908 betrat eine junge Frau das Hotel und behauptete, ebenfalls mit Traun verheiratet zu sein und sogar Kinder mit ihm zu haben. Die genauen Umstände konnten nie geklärt werden; im Anschluss an das Treffen erschoss sich Traun im Badezimmer seines Appartements.
Friedrich Adolph Traun wurde im Bereich der Grabstätte seiner Familie auf dem Hamburger Friedhof Ohlsdorf im Planquadrat AC 18, 1-28, südwestlich von Kapelle 7 beigesetzt.